# フリッツラー陸軍飛行場
フリッツラー陸軍飛行場（フリッツラーりくぐんひこうじょう、ドイツ語：Heeresflugplatz Fritzlar、英語:Fritzlar Air Base ）は、ドイツ連邦共和国ヘッセン州フリッツラーに所在する軍用飛行場。

## 歴史

### ナチス・ドイツ期
再軍備を果たしたナチス・ドイツは、1935年から1938年にかけてドイツ国防軍空軍のためにエーダー川の南東に300エーカーの面積を持つ大規模飛行場を準備した。飛行場には第一次世界大戦の戦闘機パイロットであるオズヴァルト・ベルケ（de:Oswald Boelcke）を記念して命名された。1937年9月17日に完工式を迎え、1938年3月から戦闘機部隊の基地として、さらに1944年からは夜間戦闘機部隊が配置される。第54戦闘航空団「トーテンコップ」司令部は3月14日に、第1戦闘群は3月16日に到着しハインケル He 111爆撃機を装備した。第二次世界大戦が勃発するとフリッツラーから出撃し、本拠地には戻ってこなかった。
1941年8月から1944年まで飛行場にはデッサウアー飛行機・自動車工業株式会社の第二事業所がおかれた。同社は強制労働に対応するため飛行場とフリッツラー駅の間に仮小屋を建設する。1943年10月1日に新型のユンカース Ju 352輸送機の試作機が本飛行場にて初飛行する。戦局悪化により資材不足に陥る1944年までに44機が生産された。1943年5月17日のチャスタイズ作戦による上流のエダー・ダムへの攻撃の影響は軽微であった。若干の小屋は損害を受けたが航空機生産に不適であることが解ったため、1944年10月にユンカース社はフリッツラー飛行場から撤収した。
1944年9月から1945年3月まで第1夜間戦闘航空団第3群（III./NJG 1）が配置され、メッサーシュミット Bf110戦闘機とユンカース Ju 88夜間戦闘機がフリッツラー飛行場に配備された。後に連邦大統領となるヴァルター・シェールはこの部隊に所属した若いパイロットの一人であった。1945年3月に部隊は第101夜間戦闘航空団と交代した。しかし、燃料不足のため新規パイロット訓練は不可能となり、教官達は実質的には戦闘飛行隊に編入された。
飛行場は実質的に損害を受けていない施設と航空機が残されており、1945年3月30日にアメリカ合衆国陸軍第9歩兵師団の分遣隊が占領する。1945年4月12日から13日にかけて、アメリカ合衆国軍の第404および第365戦闘航空群が到着し、リパブリック P-47戦闘機を集成してエルベ川へ前進する地上部隊を支援した。ドイツ降伏後、両部隊は第9防空軍の傘下となる。

### 占領軍
大戦後、飛行場は連合国占領軍の航空基地として使用される。
1947年6月、フリッツラー陸軍航空軍航空基地としてアメリカ陸軍航空軍の様々な部隊が駐留した。
- 1945年4月12日 - 1945年6月23日：第404戦闘航空群（P-47戦闘機）
- 1945年4月13日 - 1945年6月29日：第365戦闘航空群（P-47戦闘機）
- 1945年6月 - 1945年9月：第332爆撃航空群（B-26爆撃機）
- 1945年6月26日 - 1945年9月：第9戦術空軍司令部
- 1945年6月26日 - 1945年9月：第9戦闘機軍司令部
- 1945年8月6日 - 1945年9月：第370戦闘航空群（P-47戦闘機）
- 1945年9月14日 - 1946年8月20日：第366戦闘航空群（P-47戦闘機）
- 1946年8月20日 - 1947年6月25日：第27戦闘航空群（P-47戦闘機）

既に、1946年秋にはアメリカ合衆国陸軍第14保安連隊（1948年に再編成されて第14機甲騎兵連隊となる）が到着しており、飛行場とその施設は1947年9月14日に正式にアメリカ陸軍に移管される。最初に駐留した部隊は第14機甲騎兵連隊本部と第1大隊で、部隊はアメリカ合衆国陸軍保安隊（en:United States Constabulary、USCON）に所属していた。これはアメリカ占領地域の治安維持のために、アメリカ陸軍が組織した准軍事警察部隊であった。第2大隊はシュヴァインフルトに、第3大隊はコーブルクに駐留し、第24分隊はバート・ヘルスフェルトに置かれた。1951年にフリッツラーの第1大隊はヘルスフェルトに移駐し、1952年には連隊本部がフルダに移駐したことにより、フリッツラーにおけるアメリカ合衆国軍の駐留は終了する。
1951年から1956年にかけて、フランス軍がアメリカ合衆国に代わって駐留することになり、AMX-13軽戦車を装備した第5驃騎兵連隊の一部が兵舎施設に進駐し、兵舎にはアントワーヌ・ラサール将軍（fr:Antoine Charles Louis de Lasalle）を記念して「ラサール司令部」の名称が与えられた。その後、第3歩兵師団の一部が代わりに駐留する。

### ドイツ連邦軍
1956年に占領軍は撤収し、代わりにドイツ連邦陸軍が駐屯する。当初は、1個擲弾兵大隊および1個装甲偵察大隊がおかれ、1957年10月1日には陸軍航空隊から第812陸軍飛行隊、第813陸軍飛行隊および第822陸軍航空輸送隊が編成された。飛行場はフリッツラー陸軍飛行場の名称が与えられ、メンディンクおよびツェレ陸軍飛行場と同様に第二の飛行場として航空部隊専門で利用されることになる手筈であった。しかし、実際には地上部隊が残置していた。以下は主要な地上部隊。
- 1956年 - 1993年：第22装甲擲弾兵大隊（1959年に第53装甲擲弾兵大隊に改称）
- 1956年 - 1962年：第2装甲偵察大隊
- 1958年 - ????年：第21砲兵大隊
- 1961年 - 1971年：第2防空砲兵大隊
- 1963年 - 1967年：第300長距離偵察中隊
- 1979年 - 1996年：第300長距離偵察中隊
- 1997年 - 1994年：第441防衛地区司令部
- 1981年 - 1994年：第50装甲工兵中隊
- 1993年 - 1996年：第310整備大隊第3中隊
- 1996年 - 現在：フリッツラー駐屯地衛生センター
- 2001年 - 現在：フリッツラー特技兵センター
- 2002年 - 現在：第210衛生センター

1964年に「飛行場兵営」から「ゲオルク・フリードリヒ兵営」（ゲオルク・フリードリヒ元帥（Georg Friedrich）を記念して）に改称される。1997年に第1航空機動旅団が編成される。
2006年にドイツ連邦軍の再編成により、司令部と旅団司令部中隊が編成完結する。旅団隷下部隊の第36戦闘ヘリコプター連隊「クールヘッセン」も駐屯し、第1猟兵連隊の航空部門分遣隊も置かれている。これらの部隊は新編された航空機動作戦師団の隷下部隊である。第36戦闘ヘリコプター連隊にはMBB Bo 105 Pヘリコプターが配備されており、対戦車型のPAH-1およびPAH-1A1や連絡・偵察型のVBHがある。これらの機体は2012年を目標にユーロコプター ティーガー戦闘ヘリコプターへ機種変換される予定である。

## 配置部隊・機関
- ゲオルク・フリードリヒ兵営
  - 第1航空機動旅団（陸軍）
  - 第36戦闘ヘリコプター連隊（陸軍）
  - フリッツラー衛生センター（救業軍）
  - ホンベルク連邦軍業務センター分所（国防施設管理・環境保護部）